# أليس لي سميث
أليس لي سميث (née Prebil)، ولدت في 11 سبتمبر 1907، كانت فيزيائية نووية كرواتية المولد. اشتهرت بكونها أول امرأة في التاريخ البريطاني تحصل على درجة الدكتوراه في الفيزياء النووية. بالإضافة إلى ذلك، يتم تذكرها لأبحاثها الرائدة في السرطان ومحاولاتها في اكتشاف عنصر بعيد المنال، وهو العنصر 85.

## الحياة المهنية
في سن 25 عام 1932، بدأت بريبيل العمل في معهد الراديوم في باريس تحت وصاية ماري كوري. بعد ثلاث سنوات، في عام 1935، عندما كانت تبلغ من العمر 28 عامًا، أصبحت أول امرأة في بريطانيا العظمى تحصل على درجة الدكتوراه في الفيزياء النووية. من المقبول أن تدافع لي سميث عن أطروحتها في لندن، ولكن من غير المعروف حاليًا من أي الجامعات حصلت على شهادتها.
كما شاركت الدكتورة أليس لي سميث في استخدام المواد المشعة كعلاج للسرطان. منذ عام 1936، أجرت أبحاثًا عن السرطان كجزء من حملة الإمبراطورية البريطانية للسرطان. من عام 1938 إلى عام 1940، خلال الحرب العالمية الثانية، كانت أليس لي سميث في جامعة برن في سويسرا، حيث واصلت عملها.   في يناير 1943، تم نشر توقع نتائج دراستها بخصوص علاج السرطان بالمواد المشعة في صحيفة لندن تايمز. ومع ذلك، لا توجد نتائج متاحة للتحليل الحالي.
في عام 1942، أعلنت لي سميث والكيميائي السويسري وولتر ميندر عن اكتشاف العنصر 85 (المسمى الآن أستاتين)  في عام 1942. لقد اقترحوا اسم anglohelvetium للعنصر الجديد، من أجل تكريم كلا بلديهما الأم - "anglo" بالنسبة إلى أليس سميث نسبا لانجلترا و "Helvetia " بالنسبة لمندر بلده - سويسرا. كانت هذه المحاولة الثانية لـ Minder لاكتشاف العنصر. ثبت لاحقًا أن والتر ميندر وأليس لي سميث لم يكتشفوا العنصر 85، بعد فشل نتائجهم في أن تكون قابلة للتكرار.

## الحياة الشخصية
في عام 1933، في سن ال 26، تزوجت فيليب لي سميث، وهو دبلوماسي بريطاني وابن مستكشف القطب الشمالي بنيامين لي سميث.   يُزعم أن الكوميديا المنشورة له «السيدات في الدبلوماسية» تستند إلى مغامرات زوجته أليس.
أليس لي سميث، لديها طفل واحد من زوجها فيليب لي سميث. كان كريستوفر لي سميث هو الطفل الوحيد لأليس وهو على قيد الحياة اليوم، حيث عمل كرجل أعمال مقيم في سويسرا. 

## ميراث
حاليًا، يمتلك معهد كوري لمتحف كوري جزءًا من أرشيفات أليس لي سميث الخاصة. السجلات يمكن الوصول إليها عن طريق التعيين فقط. 